# Chengdu Open 2018
Chengdu Open 2018 — тенісний турнір, що проходив на кортах з твердим покриттям у місті Ченду, КНР з 24 вересня. Належав до категорії ATP World Tour 250.

## Фінальна частина

### Одиночний розряд
Бернард Томіч —  Фабіо Фоніні 6–1, 3–6, 7–6(9–7)

### Парний розряд
Іван Додіг /  Мате Павич —  Остін Крайчек /  Джіван Недунчежіян 6–2, 6–4